# Kanton Vénissieux-Nord
Der Kanton Vénissieux-Nord war bis 2015 ein französischer Kanton im Arrondissement Lyon und in der Region Rhône-Alpes. Er gehörte ursprünglich zum Département Rhône und umfasste den nördlichen Teil der Stadt Vénissieux. Der Kanton wurde abgeschafft, als auf seinem Einzugsgebiet die Métropole de Lyon das Département Rhône als übergeordnete Gebietskörperschaft zum Jahreswechsel 2014/2015 ablöste und die Kantone ihre Funktion als Wahlkreise verloren. Sein letzter Vertreter im conseil général des Départements war Christian Falconnet (PCF).